# GainJet Aviation
GainJet Aviation is een Griekse charterluchtvaartmaatschappij met haar hoofdkwartier op de luchthaven van Athene. De luchtvaartmaatschappij voert exclusief zakenvluchten uit.

## Vloot
De vloot van GainJet Aviation bestond op 24 juli 2016 uit de volgende toestellen. Alle toestellen zijn uitgevoerd in een VIP-configuratie.
| Type            | Aantal | Zitplaatsen |
| --------------- | ------ | ----------- |
| Embraer ERJ-135 | 1      | 37          |
| Boeing 757-200  | 1      | 78          |
| Boeing 737-400  | 1      | 80          |
| Totaal          | 3      |             |